# Walter Reginald Brook Oliver

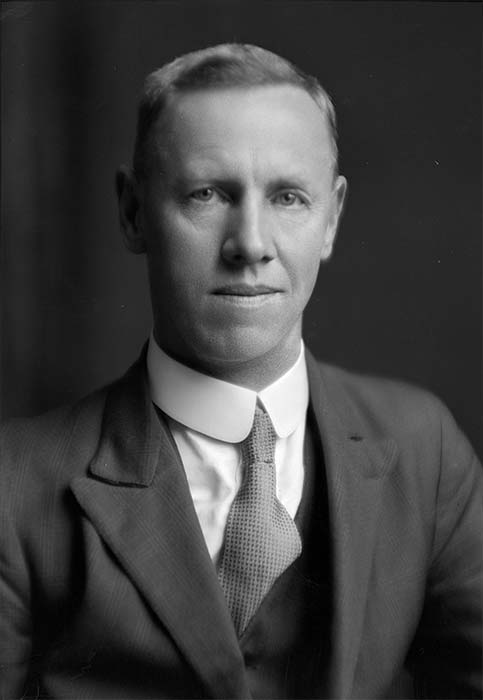
Walter Reginald Brook Oliver in 1934

Walter Reginald Brook Oliver (Launceston, 1883  -  Wellington, 16 mei 1957) was een Nieuw-Zeelandse natuuronderzoeker, ornitholoog, malacoloog en museumconservator.

## Biografie
Walter werd geboren op Tasmanië maar het gezin emigreerde in 1896 naar Tauranga in Nieuw-Zeeland. Sinds zijn jeugd had hij grote belangstelling voor veldbiologie en hield zijn waarnemingen nauwkeurig bij. In 1908 ging hij samen met Tom Iredale mee met een expeditie naar de Kermadeceilanden.
In 1910 werd hij lid van de Royal Australasian Ornithologists Union (RAOU) en bestuurslid voor de afdeling in Nieuw-Zeeland. In 1934 behaalde hij de graad van doctor in de natuurwetenschappen op grond van een publicatie over het geslacht Caprosma (een plantengeslacht uit de sterbladigenfamilie of Rubiaceae). In 1942 werd hij vicevoorzitter en tussen 1943 en 1944 was hij voorzitter van de RAOU. In 1928 werd hij benoemd tot directeur van het Dominion Museum wat hij bleef tot zijn pensionering in 1947. Hij was lid van belangrijke wetenschappelijke verenigingen zoals de Zoological Society of London en de Linnean Society of London en ontving enkele wetenschappelijke onderscheidingen. Hij schreef in totaal 69 natuurwetenschappelijke publicaties (boeken, geschriften en tijdschriftartikelen). Hij is de soortauteur van een aantal diersoorten waaronder de noordereilandsnip, de snareskuifpinguïn, de zeeslak Calliostoma waikanae en de shepherddolfijn.
- Bibsys: 5017020
- Bibliothèque nationale de France: cb14595174g (data)
- Author citation (botany): W.R.B.Oliv.
- CiNii: DA10897785
- Gemeinsame Normdatei: 1053185936
- International Standard Name Identifier: 0000 0000 6310 1643
- Library of Congress Control Number: no94043548
- Nationale bibliotheek van Australië: 35678503
- Nationale Bibliotheek van Israël: 987012503058505171
- Nederlandse Thesaurus van Auteursnamen: 264120027
- SNAC: w6k94q5n
- Système universitaire de documentation: 159018471
- Museum of New Zealand Te Papa Tongarewa: 1728
- Trove: 1038832
- Virtual International Authority File: 280557173
- WorldCat: E39PBJrcpr37RDqBptwRVJHBfq